# Campylobacter jejuni
Campylobacter jejuni (Jones et al.) Veron & Chatelain, 1973 è una specie batterica bastoncellare di forma elicoidale, non-sporigena, Gram-negativa, microaerofila comunemente presente nelle feci animali.
È uno delle cause più comuni di gastroenterite nell'uomo in tutto il mondo. L'intossicazione alimentare causata da ceppi di Campylobacter può essere severamente debilitante, ma raramente è una minaccia per la sopravvivenza dell'individuo infettato. 
Essa è stata anche collegata con lo sviluppo della Sindrome di Guillain-Barré (GBS), che di solito si sviluppa dopo due, tre settimane dalla malattia intestinale iniziale.

## Serbatoi naturali

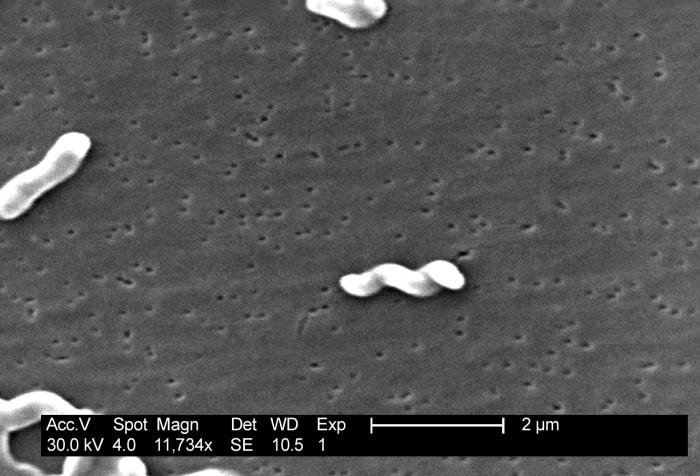
Foto al microscopio elettronico a scansione che rappresenta un certo numero di batteri della specie Campylobacter jejuni

C. jejuni è comunemente associato a malattie del pollame, ed è naturalmente presente nel tratto gastrointestinale di molte specie di uccelli. Uno studio ha trovato che il 30% degli storni in fattorie dell'Oxfordshire, Regno Unito, erano portatori di C. jejuni (serbatoi). È inoltre comune nei bovini, e sebbene sia normalmente un innocuo commensale del tratto gastrointestinale in questi animali, può causare la malattia da campylobacter (diarrea) nei vitelli.
È stato ancora isolato dalle feci di vombato e canguro, esso è una delle cause di "diarrea del viaggiatore" nell'uomo. L'acqua potabile contaminata e latte non pastorizzato forniscono un efficiente mezzo per la sua diffusione. Il cibo contaminato è la maggior fonte di infezioni isolate, preparazioni effettuate in modo non corretto di carne bovina e avicola risultano essere le modalità di contagio più comuni in questi casi.Carni di maiale e di ruminanti sono generalmente considerate a basso rischio, tuttavia le frattaglie crude di questi animali sono a rischio piuttosto elevato di trasmissione.
Anche i prodotti freschi, se consumati crudi, sono a rischio e quindi, per ridurre al minimo la diffusione del Campylobacter, è indispensabile incrementare l'applicazione di misure di prevenzione, come le Gap (Good Agriculture Practices) e le Ghp (Good Handling Practices), ed evitare l'impiego di acqua contaminata per l'irrigazione dei campi e il lavaggio degli alimenti. Anche i molluschi bivalvi consumati crudi sono potenzialmente a rischio per il consumatore.
Il 29 giugno del 2011, al Wyoming Department of Health furono notificati da parte di due laboratori casi confermati di C. jejuni in due lavoratori al locale allevamento di pecore che avevano castrato e mozzato la coda agli agnelli con i loro denti. La trasmissione fecale-orale fu successivamente verificata dai CDC che confermarono l'infettività degli agnelli dell'allevamento con un PFGE che dimostrò come il batterio infettante fosse lo stesso.

## Patologie
L'infezione con C. jejuni solitamente esita in enterite, caratterizzata da dolore addominale, diarrea, febbre, e malessere. I sintomi hanno generalmente una durata tra le 24 ore e la settimana, ma è tuttavia possibile che durino più a lungo. La diarrea presenta diversi gradi di severità, dalle feci liquide a quelle emorragiche. Si tratta di una malattia generalmente auto-limitante. In ogni caso risponde a terapia antibiotica. Casi particolarmente gravi accompagnati da febbre e feci emorragiche, o casi di malattia particolarmente prolungata possono richiedere una terapia a base di ciprofloxacina, eritromicina, azitromicina o norfloxacina.La terapia d'elezione risulta essere quella a base di eritromicina. Circa il 90% dei casi risponde al trattamento con ciprofloxacina. Il paziente potrebbe, nei casi più gravi richiedere reidratazione e reintegrazione di elettroliti.
Il primo sequenziamento dell'intero genoma di C. jejuni fu ultimato nel 2000 (ceppo NCTC11168 mostrando un cromosoma circolare di 1.641.481 paia di basi).

## Caratteristiche di laboratorio

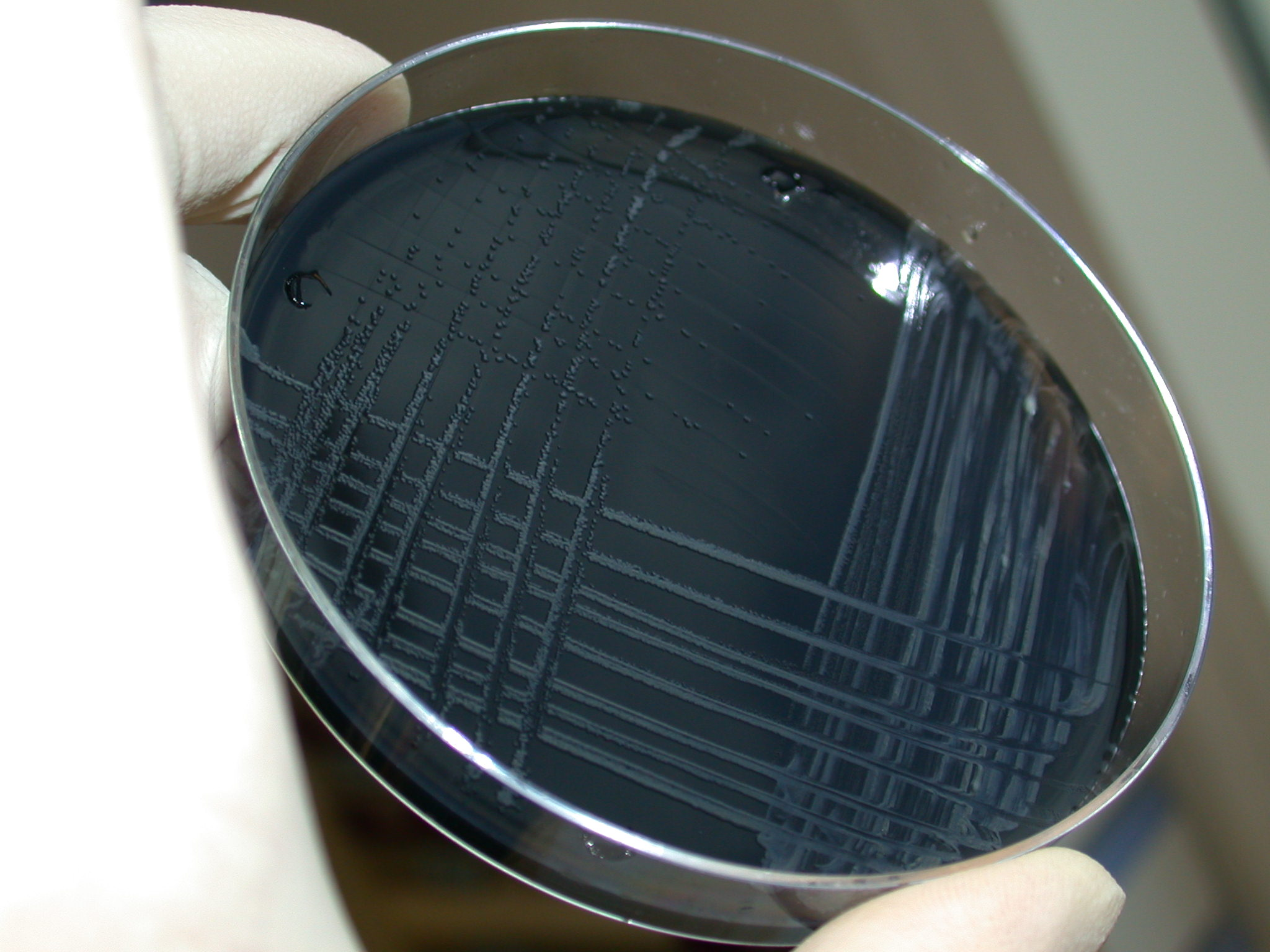
Agar(CSM) a base di carbone e privo di sangue per l'isolamento di Campylobacter jejuni

Il Campylobacter viene coltivato nella capsula di Petri "CAMP" specifica per il microrganismo a 42 °C, la normale temperatura delle specie aviarie, invece è di 37 °C, la temperatura alla quale vengono coltivate la maggior parte delle specie patogene per l'uomo. Poiché le colonie sono ossidasi positive, cresceranno in piastra in numero scarso.
La condizione di microaerofilia è richiesta per una crescita ottimale. Per l'isolamento si usa un agar sangue selettivo (terreno di Skirrow); la cui selettività è conferita da un cocktail di antibiotici: vancomicina, polimixina-B e trimetoprim, incubato in microaerofilia a 42 °C.
| Caratteristiche                 | Risultati |
| ------------------------------- | --------- |
| Crescita a 25 °C                | -         |
| Crescita a 35-37 °C             | +         |
| Crescita a 42 °C                | +         |
| Riduzione nitrati               | +         |
| Test della catalasi             | +         |
| Test dell'ossidasi              | +         |
| Crescita su Agar MacConkey      | +         |
| Mobilità                        | +         |
| Utilizzo del glucosio           | -         |
| Idrolisi dell'acido ippurico    | +         |
| Resistenza all'acido nalidixico | -         |
| Resistenza alla cefalotina      | +         |